# Він знає, що ви одні
«Він зна́є, що ти оди́н» (англ. He Knows You're Alone) — американський трилер 1980 року, який створив режисер Арман Мастрояні. В цій кінострічці дебютував, як актор, Том Генкс.

## Сюжет
Маніяк вбиває молодих наречених прямо напередодні їх весільних церемоній. Річ у тому, що дівчина, яку він любив, одного разу віддала перевагу іншому, і він убив її незадовго до весілля. Тим часом детектив, чия наречена також була вбита, вважає, що у нього з'явився шанс помститися за її смерть.

## У ролях
- Дон Скардіно — Марвін
- Кейтлін О'Хіні — Емі Дженсен
- Елізабет Кемп — Ненсі
- Том Ролфінг — Рей Карлтон
- Льюіс Арлт — детектив Лен Гемблі
- Петсі Піз — Джойс
- Джеймс Ребхорн — професор Карл Мейсон
- Том Генкс — Еліот
- Дана Баррон — Діана
- Джозеф Леон — Ральф кравець
- Пол Глісон — детектив Френк Дейлі
- Джеймс Керролл — Філ
- Брайан Баєрс — Берні
- Курт Хостеттер — Томмі
- Робін Ламонт — Рути
- Робін Тільгман — Марі
- Пітер Гумені — детектив Томпсон
- Джон Боттомс — Отець МакКенна
- Деббі Новак — дівчина в машині
- Расселл Тодд — хлопець в машині
- Доріан Лопінто — наречена Гемблі
- Джемі Хескінс — виробник морозива
- Барбара Куінн — учитель танців
- Лорі Фасо — помічник коронера
- Ентоні Пуллен Шоу — детектив
- Рон Енглхардт — детектив
- Майкл Фіорелло — детектив
- Стів Джеймс — молода людина
- Карен Еванс Кандел — молода жінка
- Гордон Кіс — поліціянт
- Сюзанн Люкатер — дружина професора
- Майкл Ейлер — вбивця
- Патріція Бенсон — гість
- Вік Ді Міліа — гість
- Джо Ді Міліа — гість
- Рік Даверса — гість
- Анна Фейл — дівчина з квітами
- Карен Мастрояні — дівчина з квітами

## Цікаві факти
- Цей фільм режисерський дебют 32-річного кузена Марчелло Мастрояні.
- Режисер хотів назвати фільм «Непроханий гість», але так вже називався фільм 1944 року. Після чого Мастрояні запропонував назву «Криваве весілля», але студія «MGM» наполягла на своєму варіанті назви.